# Бутъядинген
Бутъядинген (нем. Butjadingen) — полуостров в северо-западной Германии в земле Нижняя Саксония. Омывается на западе заливом Ядебузен, Северным морем на севере и Везером на востоке.

## Географическое положение
Полуостров Бутьядинген расположен на немецком побережье Северного моря и граничит на юго-западе с заливом Ядебузен, на западе и северо-западе с проливом Инненъяде, на востоке и северо-востоке с Везером и его устьем. Южная граница Бутьядингена изначально определялась протокой Ане, а с 1334 года — появившейся более широкой протокой Хете.
Бутъядинген большей частью состоит из болот и довольно малонаселён. Перед полуостровом между устьями Яде и Везера примерно на 23 км к северо-западу вплоть до острова Меллум простираются ватты Хое Вег. Они являются частью национального парка Ваттовое море Нижней Саксонии.
Современная община Бутъядинген занимает западную часть, а город Норденхам — восточную часть полуострова. Площадь обоих муниципалитетов вместе примерно соответствует бывшему острову Бутъядинген.

## История
В Средние века Бутъядинген являлся северо-восточной частью гау Рюстринген. В этой земле Асега-бок («Книга судей») составлял правовую основу, она была частью Фризских приморских земель. Термин Бутъядинген («Внешний Яде») возник в XIV веке, когда сильные штормовые нагоны создали новые протоки и отделили этот район от материка. На протяжении столетия сам Бутъядинген выступал как противник конфликта и договорный партнер имперского города Бремена, но город из соображений безопасности судоходства стремился взять под свой контроль новые острова Бутьядинген и Штадланд. Штадланд был частью Рюстрингена на левом берегу Везера к югу от Хите. Граница между Штадландом и Бовенъядингеном («Верхний Яде») первоначально проходила через Швайер-Мур, который в то время почти не был заселен, а затем через Локфлет.
В кровопролитных битвах бутъядингеры боролись за свою независимость, как против попыток завоевания извне, так и против притязаний на власть со стороны фризских кланов. Зибет фон Рюстринген и Кристиан Ольденбургский несколько раз пытались завоевать Бутъядинген. В 1419 году приходские общины обратились к Бремену и 1 июня 1419 года подчинились его защите и юрисдикции. Несколькими днями позже около тысячи жителей Бремена перебрались в Бутьядинген и к 12 июля того же года захватили несколько церквей. Объединённые жители Бутядингена и Штадланда смогли избавиться от контроля Бремена в 1424 году, хотя ещё 5 июня 1420 года они получили королевское подтверждение. С этой целью Зибет фон Рюстринген, объявивший войну Бремену, и Окко II том Брок объединили свои силы 23 октября.